# Kevin Zeese
Kevin Bruce Zeese, né le 28 octobre 1955 à New York et mort le 5 septembre 2020 à Baltimore (Maryland), est un avocat et militant politique américain favorable à la légalisation du cannabis.

## Biographie
Kevin Zeese grandit dans le Queens à New York, étudie à l'université de Buffalo et sort diplômé de l'université George Washington en 1980,,.
Il fait campagne pour Ralph Nader en 2004 à l'élection présidentielle. Il critique la guerre en Irak et critique le lobby pro-israélien américain. Il a été candidat au Sénat en 2006 dans le Maryland en tant que membre du Parti vert et a recueilli 1,5 % des voix.

## Publications
- (en-US) Drug Testing Legal Manual and Practice AIDS, Clark Boardman Callaghan (1996)
- (en-US) Drug Law Strategies and Tactics avec Eve Zeese, Clark Boardman Callaghan (1993)
- (en-US) Drug Prohibition and the Conscience of Nations avec Arnold Trebach, The Drug Policy Foundation (1990)